# 春日田野
春日田野（荷蘭語：Lentetuin）又名纽南的牧师花园（荷蘭語：De pastorie in Nuenen）、春天里的纽南牧师花园（荷蘭語：De pastorie in Nuenen in het voorjaar），是荷蘭畫家文森特·梵高於1884年创作的油畫，畫作內容是荷兰小镇尼厄嫩的风景。梵高在1883至1885年期间曾在此居住。2020年3月30日，春日田野在拉倫辛厄爾博物馆失竊，當時這幅油畫正被格羅寧根博物館外借給拉倫辛厄爾博物馆。據報道，這幅畫於2023年9月被尋獲。

## 盜竊
2020年3月30日，在梵高167周年诞辰當天，《春日田野》在北荷蘭拉倫的拉倫辛厄爾博物馆失竊。這幅畫是從格羅寧根博物館外借展覽的借來的。在盜竊發生時，博物館因嚴重特殊傳染性肺炎疫情而對關閉。.警方稱，凌晨3點15分左右，小偷或小偷用大錘砸碎了玻璃門，並在執法部門響應警報前離開。博物館館長揚·魯道夫·德·洛姆（Jan Rudolph de Lorm）表示說：「這件事發生了，我感到震驚和難以置信的憤怒。」 
6月，《春日田野》畫作的照片連同5月30日的《紐約時報》副本被發送給偵探亞瑟·布蘭德調查。布蘭德將此與2002年梵谷博物館的兩幅畫作失竊進行了比較。格羅尼格博物館館長安德烈亞斯·布呂姆（Andreas Blühm）表示他很高興這幅畫仍然存在，並相信這些照片是真實的。自 1988年以來，已有28幅梵高畫作在荷蘭被盜，但均已找回。
2021年4月上旬，荷蘭警方在烏特勒支的巴恩逮捕了一名男子，他涉嫌盜竊《春日田野》，弗兰斯·哈尔斯的《兩個大笑的男孩，拿著一杯啤酒》兩幅作品，截止2022年7月日。這兩幅畫都沒有被找回。
布蘭德告訴記者，在押人員可能不知道作品的位置，因為「被盜的藝術品經常被犯罪團伙迅速轉移」。 根據未具名的消息來源，在德國之聲和衛報發表的文章中，《春日田野》的價值估計為 500 萬英鎊 。9月24日，該男子因盜竊罪被判入獄八年。
2023年9月12日，荷蘭藝術犯罪調查員阿瑟·布蘭（Arthur Brand）與荷蘭警方合作成功追回了這幅畫。據布蘭德稱，經過一番談判，他說服了一名男子歸還了這件藝術品，布蘭德稱這名男子「與竊盜案無關」。